# Tubod (Surigao del Norte)
Tubod es un municipio filipino de quinta categoría, situado en la parte nordeste de la isla de Mindanao. Forma parte de la provincia de Surigao del Norte situada en la Región Administrativa de Caraga, también denominada Región XIII. Para las elecciones está encuadrado en el Segundo Distrito Electoral.

## Geografía

### Barrios
El municipio  de Tubod se divide, a los efectos administrativos, en 9 barangayes o barrios, conforme a la siguiente relación:
| - Capayahán - Cawilán | - Del Rosario - Marga | - Motorpool - Población (Tubod) | - San Isidro - San Pablo | - Timamana |